# Peralada

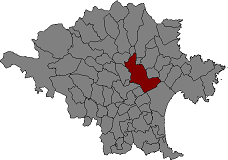
Położenie gminy na mapie comarki Alt Empordà.

Peralada (hiszp. Perelada) – gmina w Hiszpanii,  w Katalonii, w prowincji Girona, w comarce Alt Empordà.
Powierzchnia gminy wynosi 43,61 km². Zgodnie z danymi INE, w 2005 roku liczba ludności wynosiła 1558, a gęstość zaludnienia 35,73 osoby/km². Wysokość bezwzględna gminy równa jest 25 metrów. Współrzędne geograficzne gminy to 42°18'36"N, 3°0'38"E.

## Miejscowości
W skład gminy Peralada wchodzą trzy miejscowości, w tym miejscowość gminna o tej samej nazwie:
- Peralada – liczba ludności: 1052
- Urbanització Club de Golf Peralada – 275
- Vilanova de la Muga – 231

| 1991 | 1996 | 2001 | 2004 | 2005 |
| ---- | ---- | ---- | ---- | ---- |
| 1136 | 1147 | 1367 | 1491 | 1558 |